# 魏岑
魏岑（？—？），字景山，鄆州須城人，南唐官員。

## 生平
早年避亂淮南，並代理郡從事。曾向宋齊丘獻計策，被推薦後任校書郎。保大年間，升任為諫議大夫。
李璟以唐朝宗室自居，有平定中原、光復舊都的志向。魏岑於是與陳覺、馮延巳、馮延魯等人支持李璟開拓領土。
魏岑一開始與陳覺友好，後來關係出現裂痕，於是在李璟面前說陳覺壞話，使得陳覺被貶為少府監。不久，陳覺矯詔發兵攻打福州，魏岑此時正在安撫漳州、泉州，聽說陳覺進攻福州，不想讓其獨享功勞，也擅自帶兵和陳覺會師。李璟見狀已無法制止，便讓魏岑擔任東南應援使，與馮延魯、王崇文及陳覺四面進攻福州，等到圍攻福州時，南唐將領彼此爭功，互不退讓。而魏岑乾脆自焚營地，出兵攻城，被福州守軍殲滅。恰逢吳越援軍到來，馮延魯被擊敗，其他南唐軍也潰敗。李璟本想按軍法處決陳覺、馮延魯而寬恕魏岑，御史中丞江文蔚請求李璟按照法律行事。李璟於是貶魏岑為太子洗馬，不久恢復先前官位。
李守貞背叛後漢來南唐請求援軍，魏岑主張出兵援救，李璟同意，讓魏岑擔任沿淮巡檢使，結果無功返回，貶為屯田使。不久又任兵部侍郎，出任樞密副使。戶部員外郎范沖敏對魏岑等人不滿，讓大將王建封上疏，請求將魏岑等人全部驅逐。李璟大怒，將范沖敏、王建封等人處決。清淮節度使劉彥貞行賄魏岑作為靠山，魏岑於是誇讚劉彥貞帶兵和理政的能力相當於韓信、白起、龚遂、黄霸四人合體。李璟本想對魏岑委以重任，結果魏岑不久就去世了。